# Ambrosio
Ambrosio är en ort i Mexiko.   Den ligger i kommunen Tecolotlán och delstaten Jalisco, i den centrala delen av landet, 500 km väster om huvudstaden Mexico City. Ambrosio ligger 1 419 meter över havet och antalet invånare är 109.
Terrängen runt Ambrosio är huvudsakligen kuperad, men västerut är den bergig. Runt Ambrosio är det glesbefolkat, med 18 invånare per kvadratkilometer. Närmaste större samhälle är Cocula, 18,4 km nordost om Ambrosio. I omgivningarna runt Ambrosio växer huvudsakligen savannskog.